# El colom del bosc
El colom del bosc (en txec Holoubek), op. 110, B. 198 (1896), és el quart poema simfònic del compositor txec Antonín Dvořák. Composta l'octubre i novembre de 1896, amb una revisió el gener de 1897, l'estrena es va fer el 20 de març de 1898 a Brno sota la batuta de Leoš Janáček. La història està extreta del poema homònim de Kytice, un recull de balades de Karel Jaromír Erben. Les quatre escenes musicals descriuen la història d'una dona que va enverinar el seu marit i es va casar amb un altre home poc després. Aleshores, un colom s'asseu a la tomba del seu marit mort i canta una cançó trista dia rere dia. La dona se sent culpable i al final se suïcida saltant i ofegant-se en un riu.